# Comuna Chojnice
Comuna Chojnice (poloneză gmina Chojnice) este o comună rurală din powiat-ul chojnicki, voievodatul Pomerania, din partea septentrională a Poloniei. Sediul administrativ, orașul Chojnice, are statutul de comună urbană și nu aparține comunei Chojnice. Conform datelor din 2004 comuna avea 16.002 de locuitori. Întreaga suprafață a comunei Chojnice este 458,34 km².
În comuna sunt 31 de sołectwo-uri: Angowice, Charzykowy, Chojniczki, Ciechocin, Czartołomie-Jarcewo, Doręgowice, Gockowice-Objezierze, Granowo, Klawkowo, Kopernica, Krojanty, Kruszka, Kłodawa, Lichnowy, Lotyń, Moszczenica, Nieżychowice, Nowa Cerkiew, Nowy Dwór-Cołdanki, Ogorzeliny, Ostrowite, Ostrowite ZR, Pawłowo, Pawłówko, Powałki, Racławki, Silno, Sławęcin, Swornegacie, Topole și Zbeniny. Comuna învecinează cu patru comune ale powiat-ului chojnicki (Brusy, Czersk, Konarzyny și orașul Chojnice), o comună a powiat-ului człuchowski (Człuchów), o comună a powiat-ului bytowski (Lipnica), două comune ale powiat-ului tucholski (Kęsowo și Tuchola, din voievodatul Cuiavia și Pomerania) și o comună a powiat-ului sępoleński (Kamień Krajeński din voievodatul Cuiavia și Pomerania).
Înainte de reforma administrativă a Poloniei din 1999, comuna Chojnice a aparținut voievodatului Bydgoszcz.